# Telex (groupe)
Pour l’article homonyme, voir Télex.
 (septembre 2021).
Telex est un groupe de new wave belge, originaire de Bruxelles.

## Biographie

### Années 1970
Telex est formé en 1978 par Marc Moulin, Dan Lacksman et Michel Moers. Mélangeant l'esthétique du disco, du punk et les expérimentations de la musique électronique, le tout saupoudré d'un sens de l'humour prononcé, le trio fait ainsi une reprise minimaliste de Twist à Saint-Tropez, des Chats Sauvages, une reprise ralentie de Rock Around the Clock, une reprise désabusée du tube de Plastic Bertrand, Ça plane pour moi, et enfin une reprise mécanique de Dance to the Music, de Sly Stone.
Le morceau original Moskow Diskow figurant sur le premier album du groupe, Looking For St. Tropez sorti en 1979, rencontre le succès et la version chantée en anglais assure à Telex une forte notoriété à l'étranger. Très inspiré par Kraftwerk, Telex construit sa musique comme le fait le groupe allemand, en utilisant exclusivement des instruments électroniques et en faisant un usage intensif du vocoder et du séquenceur.

### Années 1980–1990
En 1980, Telex est sollicité pour représenter la Belgique au Concours Eurovision de la chanson. Les trois musiciens acceptent et préparent alors une chanson titrée Euro-Vision, volontairement positive et ironique. Le public lui-même ne sait trop comment réagir à la performance insolite du groupe le soir du concours, et un silence suit la prestation. Quelques applaudissements sont cependant entendus. Lors du vote, le groupe peine à récolter des points et finit parmi les derniers (17e sur 19) avec notamment 3 points accordés par la Grèce qui avaient failli être attribués par erreur aux Pays-Bas. Le deuxième album de Telex, sur lequel figure cette chanson, s'intitule Neurovision.
Pour le troisième album, Sex, Telex demande notamment au groupe américain Sparks d'écrire les paroles. Les membres de Telex continuent cependant de refuser de jouer en concert, préférant conserver un certain anonymat, attitude encore rare en 1981 et qui deviendra courante dans le monde de la techno en étant adoptée par des artistes comme Daft Punk. Le quatrième album de Telex, Wonderful World, est peu distribué. Le travail de Telex est connu pour avoir inspiré ZZ Top pour son album Eliminator (1983) et Afterburner (1985).
En 1988, Telex sort l'album Looney Tunes, dont est extrait le single notable Rendez-vous dans l'espace. À cette époque, Telex se tourne comme la plupart de ses contemporains vers les instruments numériques et le sampling. Le groupe exprime également un humour plus intellectuel. Temporary Chicken, par exemple, est une chanson évoquant la vie d'un homme désespéré de ne pas trouver un emploi alors qu'il travaille à temps partiel dans un costume de poulet. Il s'agit d'une chanson sociale, mais si bizarrement présentée qu'elle est tout à fait incomprise. L'album ne rencontre pas de succès commercial, malgré le hit de discothèque Spike Jones.
En 1989, Telex revisite ses anciens morceaux pour les ressortir avec un son « house music » et d'autres genres de musique qu'ils inspirent abondamment. Il en résulte Les Rythmes automatiques, qui n'aura que peu de succès.

### Années 2000
En 2005, Telex met la dernière touche à un nouvel album de dix morceaux, sorti en février 2006, chez EMI. Intitulé How Do You Dance, il comprend une reprise de J'aime la vie, chanson avec laquelle Sandra Kim gagna pour la Belgique le Concours Eurovision de la chanson en 1986. Jo Bogaert (Technotronic) est également partie prenante dans le projet. Le premier extrait de cet album est On the Road Again, reprise minimaliste du morceau originellement composé et enregistré par Canned Heat. Telex remixe par ailleurs à la fin de 2005 un titre de Depeche Mode, A Pain That I'm Used To.
En 2021, Dan Lacksman et Michel Moers, privés de Marc Moulin décédé en 2008, revisitent leurs morceaux préférés et sortent sur Mute Records une compilation de 14 morceaux — This is Telex — qui comprend en outre trois inédits : The Beat Goes On de Sonny & Cher (retitré The Beat Goes On/Off), The Number One Song in Heaven des Sparks et Dear Prudence des Beatles.
Ils diront : « Nous simplifions. Nous enlevons, pour créer quelque chose de plus efficace, plus Telex. » En édition limitée, sortent en parallèle un vinyle rose crevette et un vert fougère, ainsi qu'une version en cassette audio.

## Discographie

### Albums studio
- 1978 : Looking For St. Tropez
- 1980 : Neurovision
- 1981 : Sex
- 1984 : Wonderful World
- 1988 : Looney Tunes
- 2006 : How Do You Dance?

### Compilations
- 1982 : More Than Distance
- 1989 : Les Rythmes automatiques
- 1993 : Belgium...One Point (coffret des cinq premiers albums inclus nombreux titres bonus)
- 1993 : Sex (Birds and Bees) (Compilation des albums Sex et Bees and Birds + titres bonus)
- 1998 : I Don't Like Music (Compilation de remixes 1978-1986)
- 1998 : I Don't Like Remixes: Original Classics 1978-1986
- 1999 : I (Still) Don't Like Music Remixes Vol.2 (Compilation de remixes 1978-1986)
- 2009 : Ultimate Best of
- 2021 : This is Telex
- 2023 : Telex (Coffret des 6 albums remasterisés)